# It’s No Good
«It’s No Good» (в переводе с англ. — «Это бесполезно») — песня британской группы Depeche Mode, второй сингл из их девятого студийного альбома Ultra, 32-й в дискографии группы. Вышел 31 марта 1997 года. Занимал пятую строчку в британском национальном сингл-чарте. Песня получила активную ротацию на американских радиостанциях и была представлена в пяти американских чартах, занимала первую строчку в чарте Hot Dance Club Play.

## О песне
«It’s No Good» — это мрачная, ритмичная и несколько «сексуальная» песня с ярко выраженным словесным хуком в припеве:

Don’t say you want me
Don’t say you need me
Don’t say you love me
It’s understood(перевод)Не говори, что хочешь меня
Не говори, что я тебе нужен
Не говори, что любишь меня
Это и так понятно
Версия заглавной песни «Speedy J Mix», присутствующая на 12" и CD версиях сингла, была включена в состав второго диска двухдискового и трёхдискового изданий сборника Remixes 81–04. Версия «Club 69 Future Mix», изначально доступная только на проморелизах, присутствует на третьем диске трёхдискового издания этого сборника.
Сторону «Б» занимает инструментальная композиция «Slowblow» — последний оригинальный би-сайд эры альбома Ultra. Композиция имеет медленное и задумчивое звучание.

## Музыкальный видеоклип
Видеоклип на «It’s No Good» снял режиссёр Антон Корбейн. В видео Depeche Mode изображены как низкопробная группа, которая даёт концерты в различных барах и пабах. Также, в клипе появляется и сам Антон Корбейн: он роняет микрофон, перед тем как отдать его Дейву Гаану. Видеоклип часто транслировался на MTV. На песню было также снято альтернативное видео, которое показывалось на концертах Depeche Mode во время Exciter Tour.

## Списки композиций
- Все песни написаны Мартином Гором.

| №  | Название                           | Длительность |
| -- | ---------------------------------- | ------------ |
| 1. | «It’s No Good» (Hardfloor Mix)     | 6:44         |
| 2. | «It’s No Good» (Speedy J Mix)      | 5:01         |
| 3. | «It’s No Good» (Motor Bass Mix)    | 3:53         |
| 4. | «It’s No Good» (Andrea Parker Mix) | 6:12         |
| 5. | «It’s No Good» (Bass Bounce Mix)   | 7:14         |

| №  | Название       | Длительность |
| -- | -------------- | ------------ |
| 1. | «It’s No Good» | 5:59         |
| 2. | «Slowblow»     | 5:25         |

| №  | Название                         | Длительность |
| -- | -------------------------------- | ------------ |
| 1. | «It’s No Good»                   | 6:00         |
| 2. | «Slowblow» (Darren Price Mix)    | 6:29         |
| 3. | «It’s No Good» (Bass Bounce Mix) | 7:14         |
| 4. | «It’s No Good» (Speedy J Mix)    | 5:01         |

| №  | Название                           | Длительность |
| -- | ---------------------------------- | ------------ |
| 1. | «It’s No Good» (Hardfloor Mix)     | 6:44         |
| 2. | «Slowblow»                         | 5:27         |
| 3. | «It’s No Good» (Andrea Parker Mix) | 6:12         |
| 4. | «It’s No Good» (Motor Bass Mix)    | 3:47         |

| №  | Название                            | Длительность |
| -- | ----------------------------------- | ------------ |
| 1. | «It’s No Good» (Club 69 Future Mix) | 8:35         |
| 2. | «It’s No Good» (Club 69 Future Dub) | 7:06         |
| 3. | «It’s No Good» (Club 69 Funk Dub)   | 5:06         |

| №  | Название                       | Длительность |
| -- | ------------------------------ | ------------ |
| 1. | «It’s No Good» (Radio Edit)    | 4:06         |
| 2. | «It’s No Good» (Album Version) | 5:58         |

| №  | Название              | Длительность |
| -- | --------------------- | ------------ |
| 1. | «It’s No Good» (Live) | 4:07         |

| №  | Название       | Длительность |
| -- | -------------- | ------------ |
| 1. | «It’s No Good» | 5:58         |
| 2. | «Slowblow»     | 5:25         |

| №  | Название                         | Длительность |
| -- | -------------------------------- | ------------ |
| 1. | «It’s No Good» (Hardfloor Mix)   | 6:41         |
| 2. | «It’s No Good» (Bass Bounce Mix) | 7:15         |
| 3. | «It’s No Good» (Speedy J Mix)    | 5:00         |
| 4. | «Slowblow» (Darren Price Mix)    | 6:27         |

| №  | Название                        | Длительность |
| -- | ------------------------------- | ------------ |
| 1. | «It’s No Good»                  | 5:58         |
| 2. | «It’s No Good» (Motor Bass Mix) | 3:47         |
| 3. | «Slowblow» (Darren Price Mix)   | 6:29         |

| №  | Название                         | Длительность |
| -- | -------------------------------- | ------------ |
| 1. | «It’s No Good»                   | 5:58         |
| 2. | «Slowblow» (Darren Price Mix)    | 6:29         |
| 3. | «It’s No Good» (Bass Bounce Mix) | 7:15         |

| №  | Название                         | Длительность |
| -- | -------------------------------- | ------------ |
| 1. | «It’s No Good»                   | 5:58         |
| 2. | «It’s No Good» (Hardfloor Mix)   | 6:43         |
| 3. | «Slowblow»                       | 5:24         |
| 4. | «It’s No Good» (Speedy J Mix)    | 5:05         |
| 5. | «It’s No Good» (Bass Bounce Mix) | 7:15         |

| №  | Название                            | Длительность |
| -- | ----------------------------------- | ------------ |
| 1. | «It’s No Good» (Speedy J Mix)       | 5:04         |
| 2. | «It’s No Good» (Hardfloor Mix)      | 6:44         |
| 3. | «It’s No Good» (Club 69 Future Mix) | 8:05         |
| 4. | «It’s No Good» (Club 69 Future Dub) | 7:06         |
| 5. | «It’s No Good» (Club 69 Funk Dub)   | 5:06         |

| №  | Название                    | Длительность |
| -- | --------------------------- | ------------ |
| 1. | «It’s No Good» (Radio Edit) | 4:01         |
| 2. | «It’s No Good»              | 5:59         |

| №  | Название                           | Длительность |
| -- | ---------------------------------- | ------------ |
| 1. | «It’s No Good»                     | 5:59         |
| 2. | «Slowblow»                         | 5:27         |
| 3. | «It’s No Good» (Bass Bounce Mix)   | 7:14         |
| 4. | «It’s No Good» (Speedy J Mix)      | 5:01         |
| 5. | «It’s No Good» (Hardfloor Mix)     | 6:44         |
| 6. | «Slowblow» (Darren Price Mix)      | 6:29         |
| 7. | «It’s No Good» (Andrea Parker Mix) | 6:12         |
| 8. | «It’s No Good» (Motor Bass Mix)    | 3:47         |

## Чарты
| Чарт (1997)                                  | Позиция |
| -------------------------------------------- | ------- |
| Kent Music Report                            | 52      |
| Ö3 Austria Top 40                            | 28      |
| () Ultratop 50 Flanders                      | 43      |
| () Ultratop 50 Wallonia                      | 14      |
| Canadian Singles Chart (Billboard)           | 14      |
| RPM 100 Hit Tracks                           | 36      |
| RPM Alternative 30                           | 2       |
| Suomen virallinen lista                      | 5       |
| Германия (GfK)                               | 5       |
| IRMA                                         | 13      |
| FIMI                                         | 2       |
| Mega Single Top 100                          | 50      |
| VG-lista                                     | 11      |
| Polish Singles Chart                         | 10      |
| AFYVE                                        | 1       |
| Sverigetopplistan                            | 1       |
| Schweizer Hitparade                          | 30      |
| Великобритания (OCC UK Singles)              | 5       |
| Billboard Adult Top 40                       | 31      |
| Billboard Hot 100                            | 38      |
| Billboard Hot Dance Club Play                | 1       |
| Billboard Hot Dance Music/Maxi-Singles Sales | 13      |
| Billboard Modern Rock Tracks                 | 4       |

## Дополнительные факты
- 15 мая 1997 года на шоу The Tonight Show с Джеем Лено Depeche Mode исполнили «It’s No Good». Это было их первое выступление на американских телешоу с 1988 года, когда они исполняли «Strangelove».
- Группа Chevelle записала кавер-версию «It’s No Good», которая доступна на расширенном издании альбома Wonder What’s Next.